# Артёмов, Вячеслав Петрович
Вячесла́в Петро́вич Артёмов (род. 29 июня 1940, Москва) — советский и российский композитор.

## Биография
Готовился стать физиком, но неожиданно поступил на композиторское отделение музыкального училища при Московской консерватории (класс А. И. Пирумова), а затем в Московскую консерваторию, которую закончил в 1968 году по классу композиции Николая Сидельникова и по классу фортепиано Товия Логовинского. Считает себя приверженцем романтической традиции, хотя испытал самые разнообразные влияния: Прокофьева, русского фольклора, Стравинского, традиционной восточной музыки, Мессиана, Скрябина, Вареза. Работает в области симфонической и камерной музыки.
Артёмов предпочитает не называть свою музыку неопределённым словом «современная». Он использует особый термин для обозначения её включённости в традицию — «musica perennis» (мусика пэрэннис — вечная музыка). Эта музыкальная традиция, которая в своём явственном проявлении существует немногим более четырёхсот лет, имеет своим предметом прежде всего остроту переживаний человека, самую потаённую глубину его существования.
Внимание В. Артёмова сосредоточено на мире переживаний не ради них самих, но для достижения сверхреального бытия. Как говорит композитор, «музыка — это единственный истинный путь познания смысла существования».
Его музыку исполняли дирижёры — Геннадий Рождественский, Дмитрий Китаенко, Мстислав Ростропович, Владимир Федосеев, Тимур Мынбаев, Валентин Кожин, Саулюс Сондецкис, Михаил Плетнёв, Владимир Спиваков, Теодор Курентзис, Фёдор Глущенко, Вирко Балей, пианисты — Станислав Бунин, Дмитрий Алексеев, Андрей Диев, Михаил Мунтян, скрипачи Лиана Исакадзе, Олег Крыса, Татьяна Гринденко, Владислав Иголинский, виолончелисты — Йо-Йо Ма, Александр Рудин, органисты — Олег Янченко, Алексей Семёнов, певицы — Лидия Давыдова, Лариса Пятигорская, Марина Мещерякова, Нелли Ли, Елена Брылёва, Любовь Петрова.
В 1975 году стал одним из музыкантов импровизационного ансамбля «Астрея», в который входили также София Губайдулина и Виктор Суслин.
В 1979 году на VI съезде композиторов в докладе Тихона Хренникова его музыка подверглась критике, и Артёмов попал в так называемую «хренниковскую семёрку» — «чёрный список» семи отечественных композиторов. Однако, несколько позднее Хренников пересмотрел своё мнение об Артёмове, заявив, что в своём «Реквиеме» он превзошёл Моцарта и Верди.
Артёмов участвовал в европейских фестивалях с 1979 года. Авторские фестивали: «Фестиваль премьер» (1994, Москва), «Артёмов-фестиваль» (1997, Амстердам).
Произведения Артёмова выдвигались на госпремии в России и премии в США. Они вышли на 27 компакт-дисках в США, Англии, Германии и России.
Произведения Артёмова выходили в издательствах «Музыка», «Советский композитор», C.F.Peters (Frankfurt). В Москве выходит собрание сочинений Артёмова в 17 томах (вышло 8 томов).
Оба цикла симфоний — Симфония Пути и Звезда исхода написаны в новом значительном, возвышенном и сладостном стиле — stile nuòvo grande, sùblime e soave.

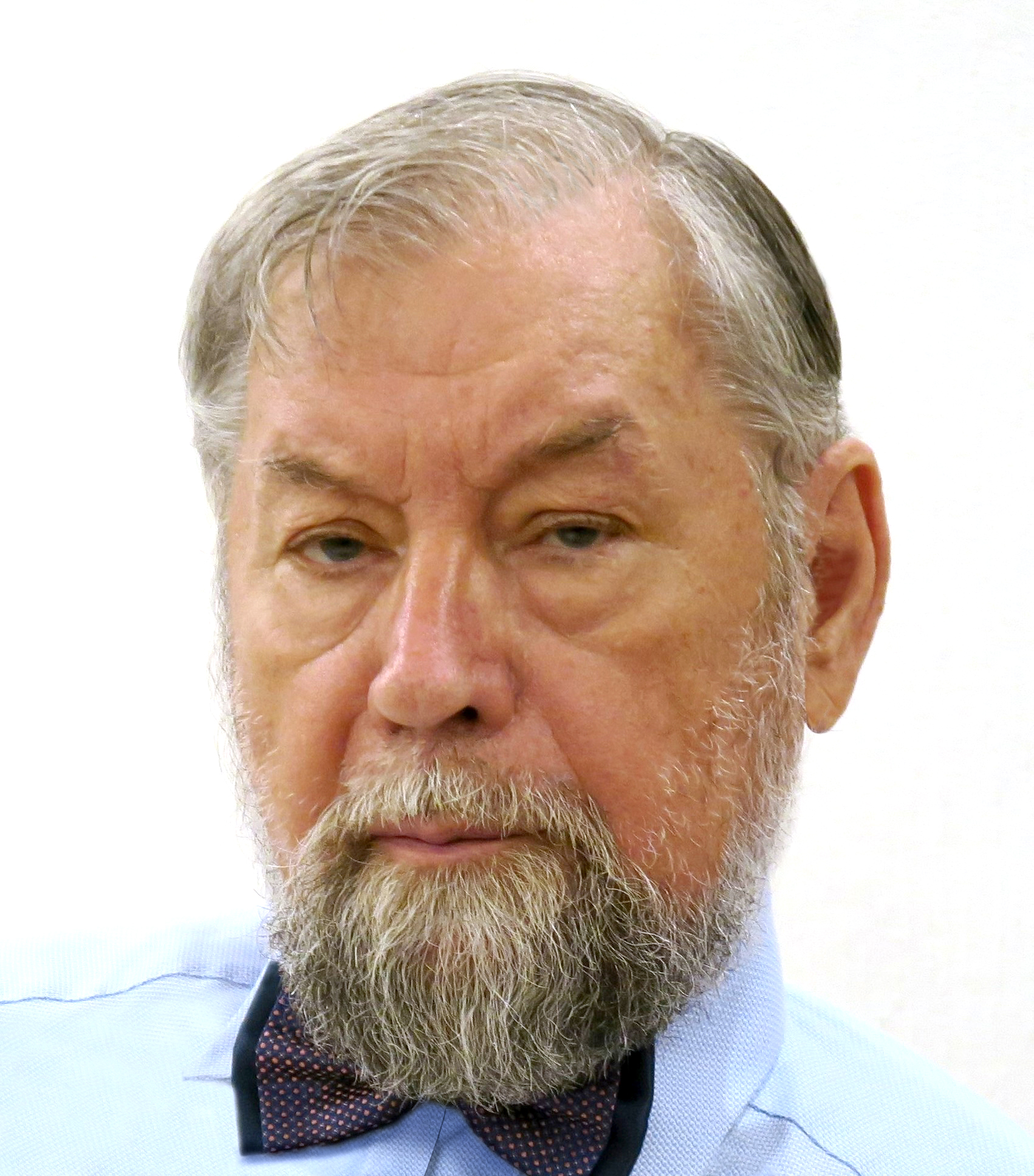
Вячеслав Артёмов. март 2019 год

## Награды и премии
Артёмов — действительный член Российской академии естественных наук, президент Фонда духовного творчества, член Ассоциации современной музыки. Лауреат премии «Человек года — 2016», кавалер Ордена Дружбы (29 июня 2010 года) — «за заслуги в развитии отечественной культуры и искусства, многолетнюю плодотворную деятельность».

## Избранные сочинения
- «Симфония пути», тетралогия — Symphony of the Way, tetralogy:

«Путь к Олимпу», симфония — Way to Olympus, 1978—1984
«На пороге светлого мира», симфония — On the Threshold of a Bright World, 1990, 2002
«Тихое веянье», симфония — Gentle Emanation, 1991, 2008
«Денница воссияет», симфония — The Morning Star Arises, 1993
- «Реквием» — Requiem, 1985—1988;
- «Звезда исхода» — The Star of Exodus:

In Memoriam, симфония с солирующей скрипкой, 1968, 1984
In Spe, симфония с солирующими скрипкой и виолончелью, 1995—2014
• В царстве Никты (Concerto infernale) — In the kingdom of Nix, 2008, 2016—2020
- «Гурийский гимн» — Gurian Hymn, 1986
- «Симфония Элегий» — A Symphony of Elegies, 1977
- «Гирлянда речитаций» — A Garland of Recitations, 1975—1981
- Tristia I, 1983
- Tristia II, 1997, 1998, rev. 2011
- «Латинские гимны» — Latin Hymns:

Miserere mei, 2003
Ave, Maria, 1989
Salve Regina, 2003
Ave maris stella, 2003
- Pietà, 1992, 1996
- «Звёздный ветер» — Star Wind, 1981
- «Гимны внезапных дуновений» — Hymns of Sudden Wafts, 1983
- «Заклинания» — Incantations, 1981
- «Сны при лунном свете» — Moonlight Dreams, 1982
- Мальтийский гимн «Ave, crux alba», 1994, 2012
- Sola Fide (Только верой), балет-реквием, 3 акта, 1985—2016